# Ionuț Ilie
Ionuț Ilie (2 de enero de 1993) es un deportista rumano que compite en halterofilia. Ganó una medalla de bronce en el Campeonato Europeo de Halterofilia de 2018, en la categoría de 62 kg.

## Palmarés internacional
| Campeonato Europeo | Campeonato Europeo | Campeonato Europeo | Campeonato Europeo |
| Año                | Lugar              | Medalla            | Categoría          |
| ------------------ | ------------------ | ------------------ | ------------------ |
| 2018               | Bucarest (Rumania) | Medalla de bronce  | 62 kg              |